# 无毛崖爬藤
无毛崖爬藤為植物界之一的植物種類。該植物於植物分類表上，歸於被子植物門（Angiospermae）雙子葉植物綱（Magnoliopsida）鼠李目（Rhamnales）葡萄科（Vitaceae）。該植物分布和生長在中華人民共和國貴州省黔东南苗族侗族自治州凯里市、台江县等地海拔650至1500m的山坡、山谷岩石及灌木丛中。